# Ćoralići
Ćoralići är ett samhälle i Bosnien och Hercegovina.   Det ligger i entiteten Federationen Bosnien och Hercegovina, i den nordvästra delen av landet, 230 km nordväst om huvudstaden Sarajevo. Ćoralići ligger 286 meter över havet och antalet invånare är 5 223.
Terrängen runt Ćoralići är platt åt sydväst, men åt nordost är den kuperad. Runt Ćoralići är det ganska tätbefolkat, med 93 invånare per kvadratkilometer.. Närmaste större samhälle är Cazin, 7,1 km sydost om Ćoralići. 
Omgivningarna runt Ćoralići är en mosaik av jordbruksmark och naturlig växtlighet.